# Paliwa kopalne

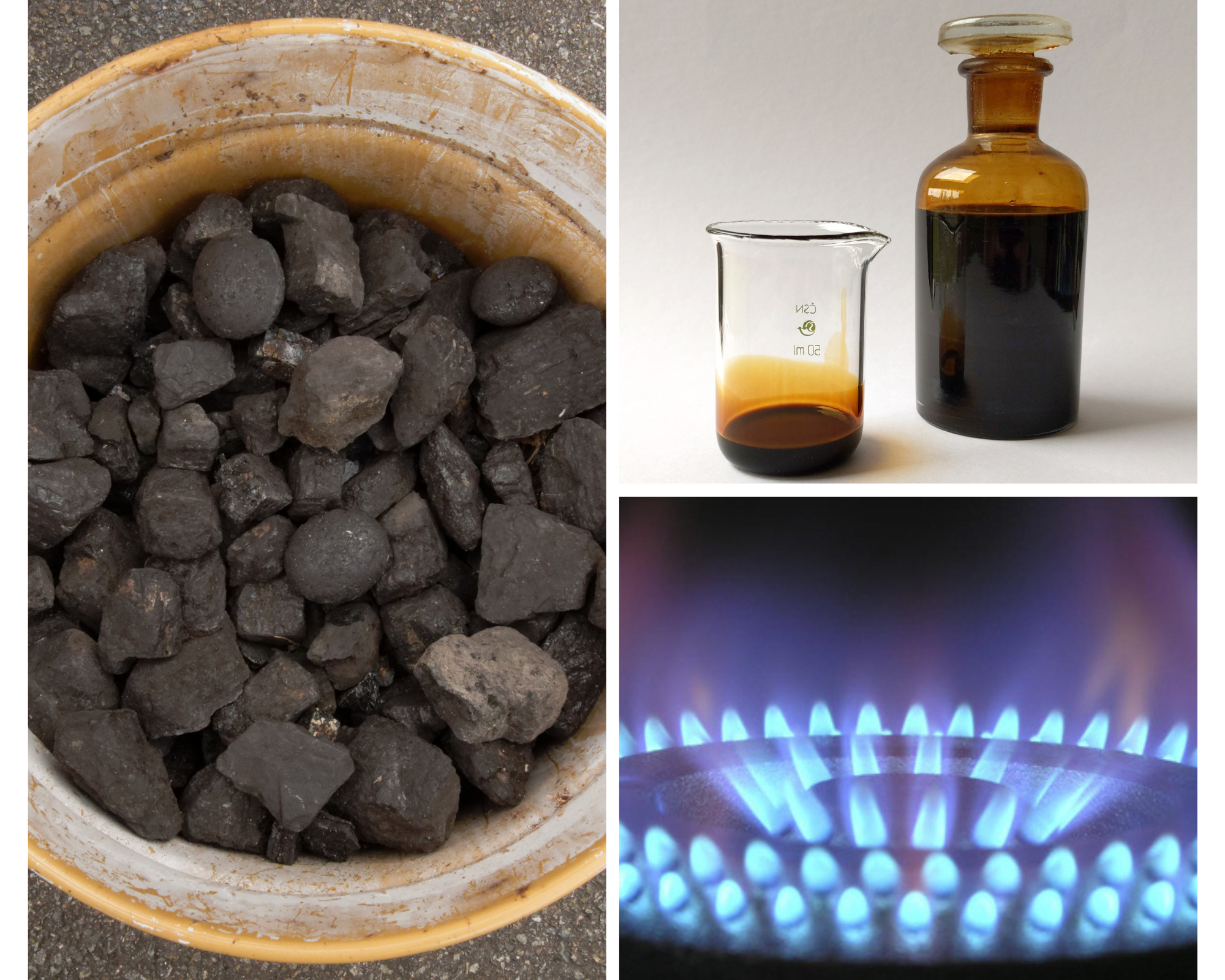
Przykłady paliw kopalnych - węgla kamiennego, ropy naftowej i gazu ziemnego.

Paliwa kopalne – kopaliny, które są nieodnawialnymi źródłami energii. Powstają ze związków organicznych w wyniku zalegania przez kilkadziesiąt lub kilkaset milionów lat pod ziemią, gdzie były poddane wysokiemu ciśnieniu, bez dostępu powietrza i uległy rozkładowi na:
- węgiel kamienny – skała osadowa z dużą zawartością węgla pierwiastkowego,
- węgiel brunatny – skała osadowa z nieco mniejszą zawartością węgla pierwiastkowego,
- ropę naftową – mieszanina węglowodorów (głównie w postaci ciekłej),
- gaz ziemny oraz klatrat metanu,
- torf.